# 伊达·英厄马斯多特
伊达·英厄马斯多特（瑞典語：Ida Ingemarsdotter，1985年4月26日—），瑞典女子越野滑雪运动员。她曾代表瑞典参加2010年、2014年和2018年冬季奥林匹克运动会越野滑雪比赛，共获得一枚金牌和一枚铜牌。